# Arthur von Wolffersdorff
Arthur von Wolffersdorff (* 10. November 1823 in Wolfersdorf; † 20. Dezember 1897 in Verden (Aller)) war ein preußischer Generalmajor.

## Leben

### Herkunft
Er war der Sohn von Ernst Karl Eduard von Wolffersdorff (1798–1869) und dessen Ehefrau Auguste, geborene Beulwitz (1796–1870). Sein Vater war Rittmeister a. D. sowie Gutsbesitzer auf Auligk und Endschütz.

### Militärkarriere
Wolffersdorff besuchte die Realschule in Berlin und erhielt Privatunterricht. Am 11. Mai 1841 trat er in das 7. Ulanen-Regiment der Preußischen Armee ein. Dort avancierte Wolffersdorff bis 23. April 1844 zum Sekondeleutnant. Als solcher nahm er 1849 mit seinem Regiment während der Niederschlagung des Pfälzischen Aufstandes und der Badischen Revolution an den Gefechten bei Kirchheimbolanden, Durlach und Kuppenheim teil. Ab Oktober 1851 war Wolffersdorff für zwei Jahre zur Militärreitschule in Schwedt/Oder kommandiert. Im Anschluss daran fungierte er als Regimentsadjutant und stieg bis 31. Mai 1859 zum Rittmeister auf. Aus Anlass des Sardischen Krieges wurde er im gleichen Jahr bei der Mobilmachung als Führer der 1. Eskadron zum 7. Landwehr-Ulanen-Regiment kommandiert. Daran schloss sich vom 9. November 1859 bis zum 4. April 1860 eine Kommandierung als Abteilungsführer des Train-Bataillons des VIII. Armee-Korps an. Anschließend wurde Wolffersdorff Adjutant der 15. Division, um am 23. Februar 1861 mit der Ernennung zum Eskadronchef in das Rheinische Ulanen-Regiment Nr. 7 zurückzukehren. Seine 4. Eskadron führte er 1866 während des Krieges gegen Österreich in den Schlachten bei Münchengrätz und Königgrätz.
Nach dem Friedensschluss wurde Wolffersdorff im Mai 1867 Major und im Februar 1868 etatsmäßiger Stabsoffizier. In gleicher Eigenschaft folgte am 11. Dezember 1869 seine Versetzung in das 2. Garde-Dragoner-Regiment nach Berlin. Nach dem Beginn des Krieges gegen Frankreich nahm Wolffersdorf 1870/71 mit seinem Regiment an den Kämpfen bei Vionville, Gravelotte, Beaumont und Sedan sowie an der Belagerung von Paris teil. Für seine Leistungen erhielt er das Eiserne Kreuz II. Klasse.
Nach Beendigung des Krieges beauftragte man Wolffersdorff am 26. September 1871 mit der Führung des 2. Mecklenburgischen Dragoner-Regiments Nr. 18 in Parchim. Am 18. Januar 1872 wurde er Oberstleutnant und als solcher am 15. August 1872 zum Regimentskommandeur ernannt. Diesen Posten gab Wolffersdorf am 20. April 1873 ab, um das Kommando über das 2. Hannoversche Ulanen-Regiment Nr. 14 zu übernehmen. Mitte Oktober 1874 zum Oberst befördert, wurde er unter Stellung à la suite des Regiments am 13. Mai 1880 mit der Führung der ebenfalls in Hannover stationierten 19. Kavallerie-Brigade beauftragt. Am 12. Juni 1880 folgte seine Ernennung zum Kommandeur dieser Brigade sowie am 18. Januar 1881 die Beförderung zum Generalmajor. Aufgrund seiner langjährigen Verdienste verlieh Wilhelm I. ihm am 7. September 1881 den Roten Adlerorden II. Klasse mit Eichenlaub. In Genehmigung seines Abschiedsgesuches wurde Wolffersdorff am 11. Februar 1882 mit der gesetzlichen Pension zur Disposition gestellt.

### Familie
Wolffersdorff verheiratete sich am 31. Juli 1884 in Berlin mit Johanna Thiele, verwitwete Loeffler (1827–1906). Die spät geschlossene Ehe blieb kinderlos.